# 高兴 (法瑞尔·威廉姆斯歌曲)
《高兴》（英語：Happy）是美国歌手兼制作人法瑞尔·威廉姆斯创作、制作并演唱的歌曲，收录于《卑鄙的我2》原声带，也是威廉姆斯第二张录音室专辑《女孩》（Girl，2014）的主打单曲。歌曲于2013年11月21日连同唱片音乐录影带一齐发布。歌曲于2013年12月16日由索尼音乐旗下的哥伦比亚唱片授权回响音乐补发。
《高兴》是一首节奏轻快的灵魂歌曲，威廉斯的假音唱法還曾被乐评人拿来跟著名靈魂樂與節奏藍調歌手柯提斯·梅菲爾德（Curtis Mayfield，1942-1999）作比较。这首歌非常成功，是美国、英国、加拿大、爱尔兰、新西兰及19个其他国家的冠军歌曲。歌曲凭借645万份的全年销量成为2014年美国最畅销的歌曲，还在英国卖出150万份。歌曲创纪录的三次登顶英国榜，于2014年9月英国成为有史以来下载量最多的歌曲。歌曲被提名为奥斯卡最佳原创歌曲奖。2015年4月11日，连续上榜70周后，歌曲在英国榜跌出前75名。歌曲的现场演绎版在第57届格莱美奖上赢得最佳流行独唱表演奖。
歌曲的音乐录影带在2014年MTV音乐录影带大奖上赢得最佳男歌手录影带奖和年度录影带奖，在第57届格莱美奖上赢得最佳音乐录影带奖。歌曲成为2014年《公告牌》冠军单曲。
歌曲凭借1390万份的全球销量成为2014年最畅销单曲，成为有史以来最畅销的单曲之一。